# دوسلدورف-هام
دوسلدورف-هام (به آلمانی: Hamm) یک منطقهٔ مسکونی در آلمان است که در District 3 واقع شده‌است. دوسلدورف-هام ۳٬۷۰۰ نفر جمعیت دارد.